# Hermandad del Resucitado (Jerez)
La Hermandad de la Sagrada Resurrección y Nuestra Señora de la Luz, conocida simplemente como el Resucitado, es una cofradía católica de Jerez de la Frontera, procesiona el Domingo de Resurrección, representa el momento de la Resurrección, y por ello se encarga de cerrar las procesiones de Semana Santa.

## Historia
Se crea debido a que las procesiones de la Semana Santa de Jerez acababan con el Santo Entierro. Para que aquello no acabase así Antonio Ruiz Herrero reunió a nueve amigos y decidieron encargar la Imagen de Cristo Resucitado, ellos y la hermandad fueron popularmente conocidos como Los nueve hermanos de la Resurrección
Procesionó por primera vez en 1990 por los alrededores de la hermandad. Durante sus primeros años lo realizó al modo tradicional, a horquilla, hasta que posteriormente, en el año 2002 es adquirió su actual paso, a la hermandad de María Auxiliadora de Triana.

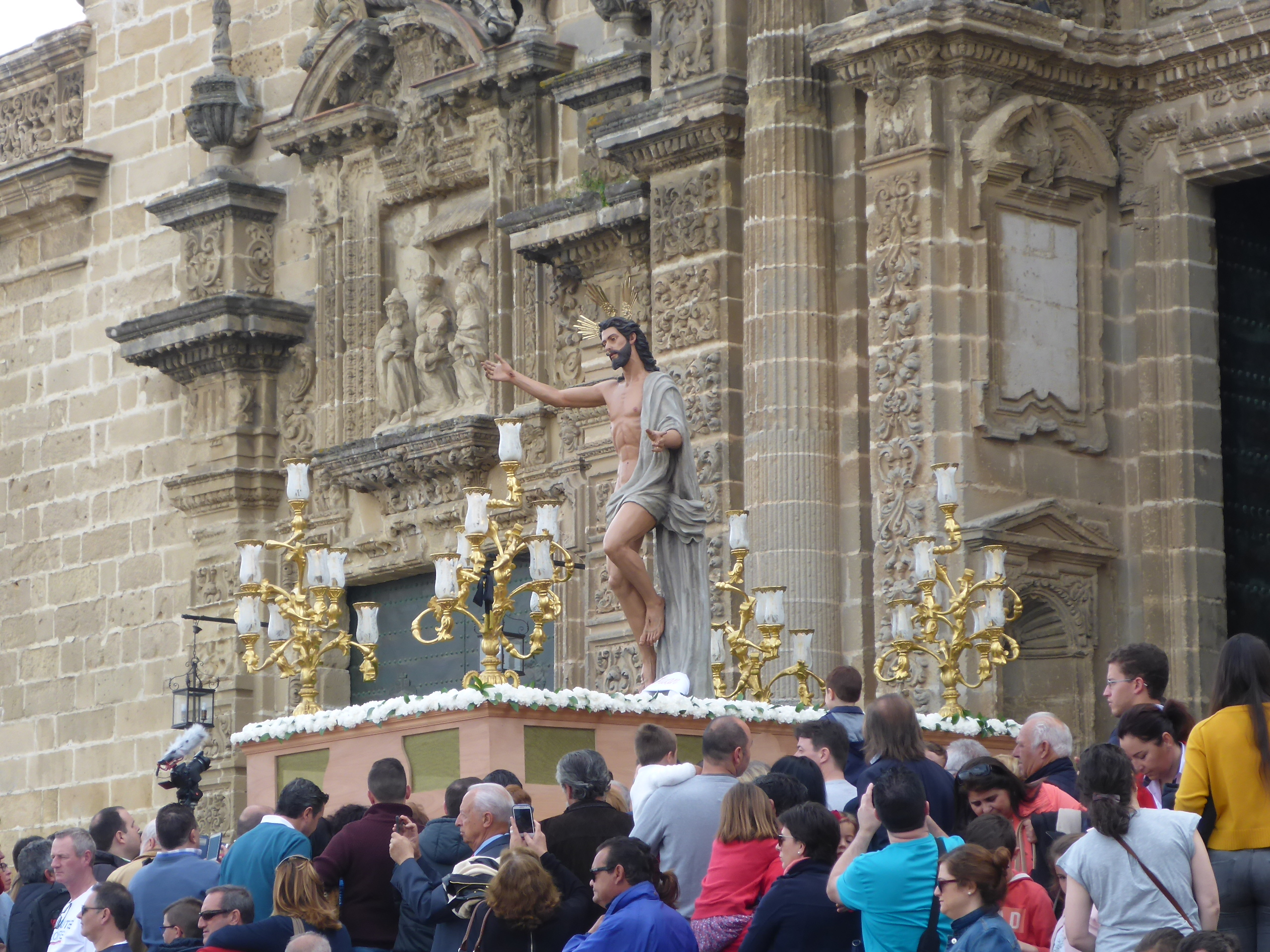
Paso de misterio

La Imagen del Señor fue restaurada en el año 2000 por el mismo imaginero, mismo año en el que fue autorizada como hermandad.
Actualmente el cortejo lleva representantes de todas las hermandades de la ciudad y devotas vistiendo mantilla blanca.

## Túnica
Túnica, antifaz y capa de color blanco; con cíngulo y botonadura celeste, sobre el hombro izquierdo el escudo de la corporación.

## Pasos
El primero de los pasos es de madera tallada y dorada y representa a Cristo Resucitado, el Señor es obra del imaginero gaditano Luis González Rey en el año 1988. En 2018 se presenta una propuesta de ampliación.

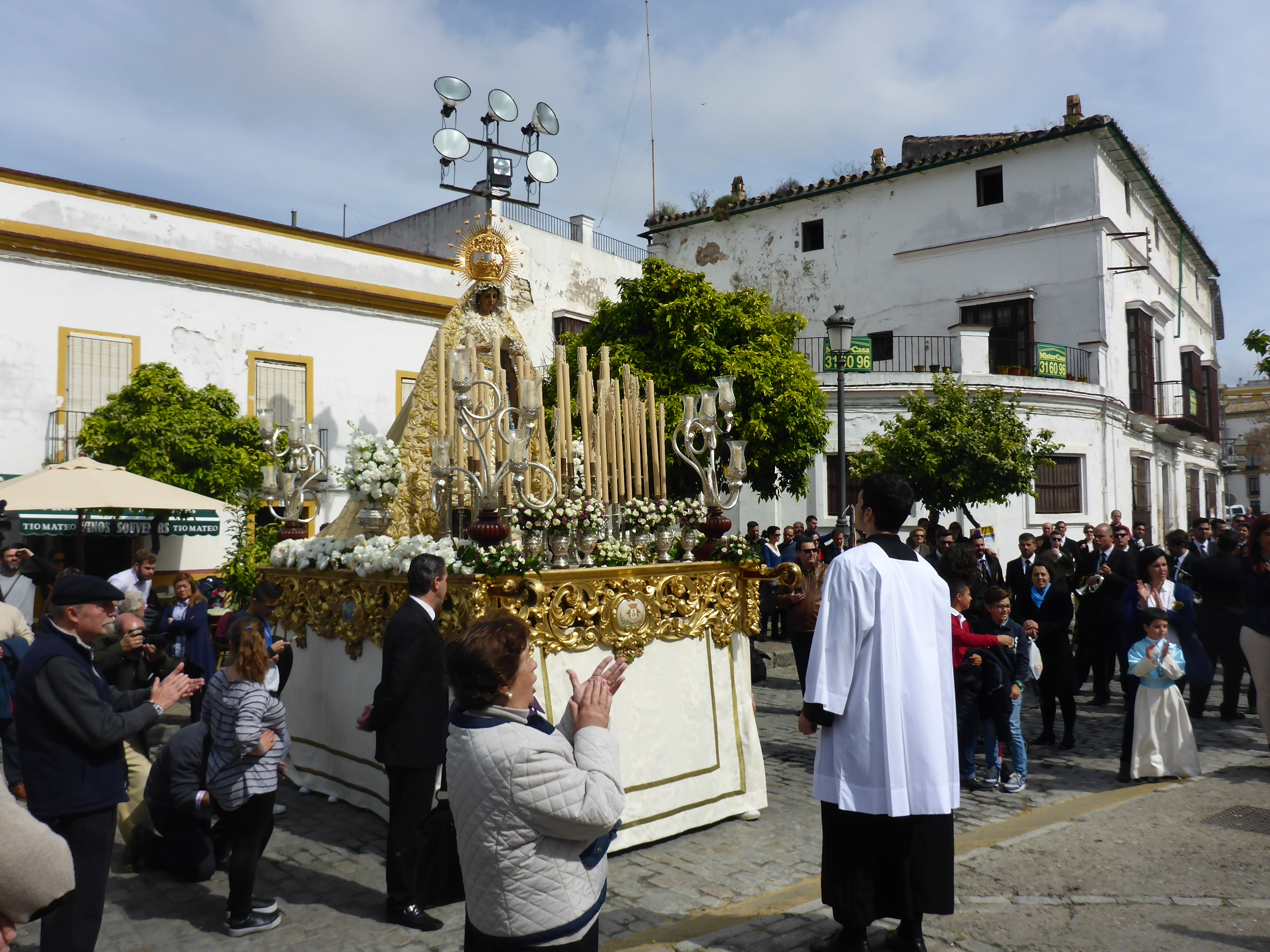
Nuestra Señora de la Luz

En el segundo de los pasos procesiona Nuestra Señora de la Luz, realizada por Ramón Chaveli Carreres en 1942.

## Sede
Tiene como sede la Santa Iglesia Catedral, concretamente en la conocida como Capilla de Ánimas.

## Galería

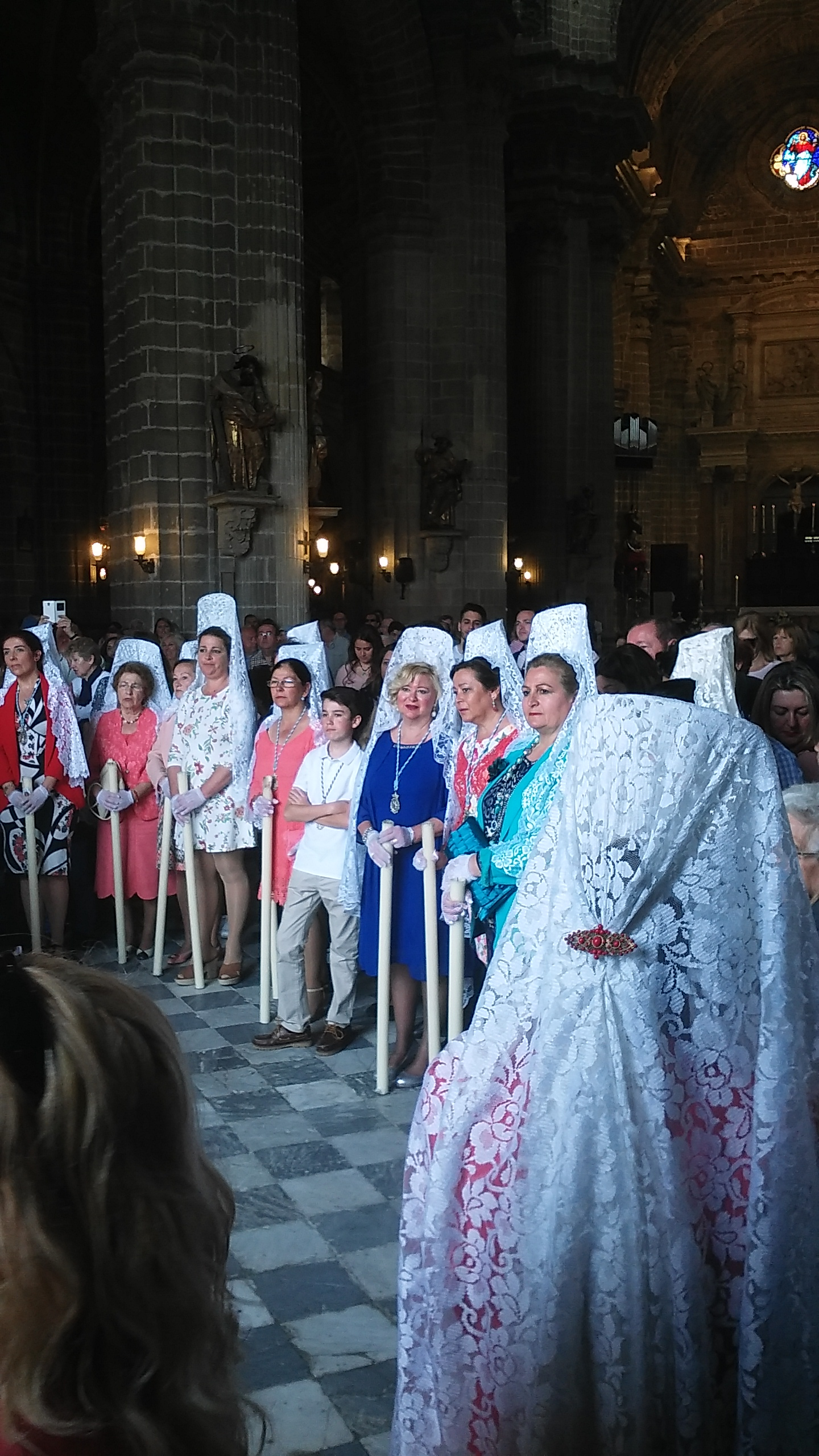
Mantillas blancas en el cortejo
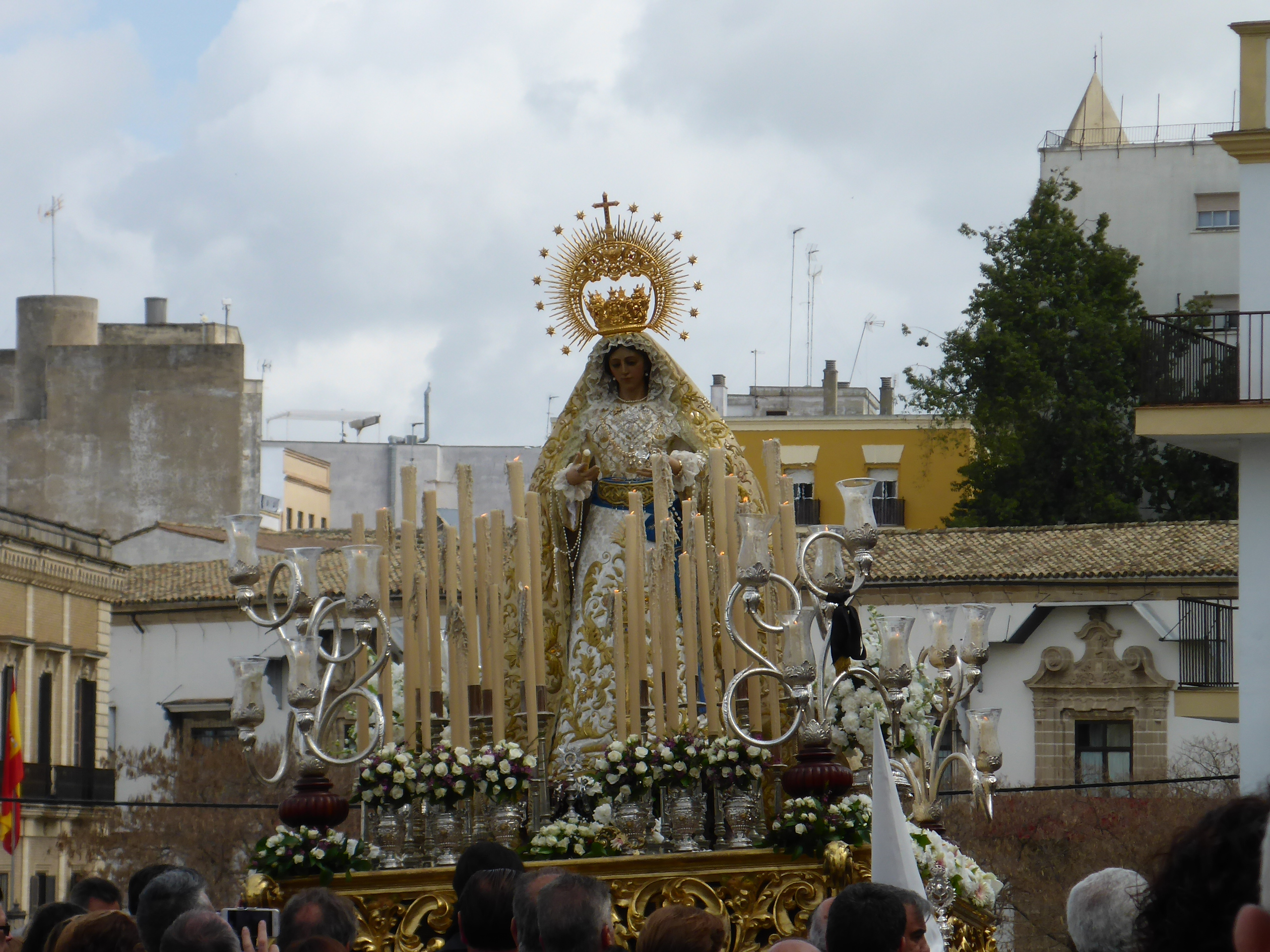
Nuestra Señora de La Luz
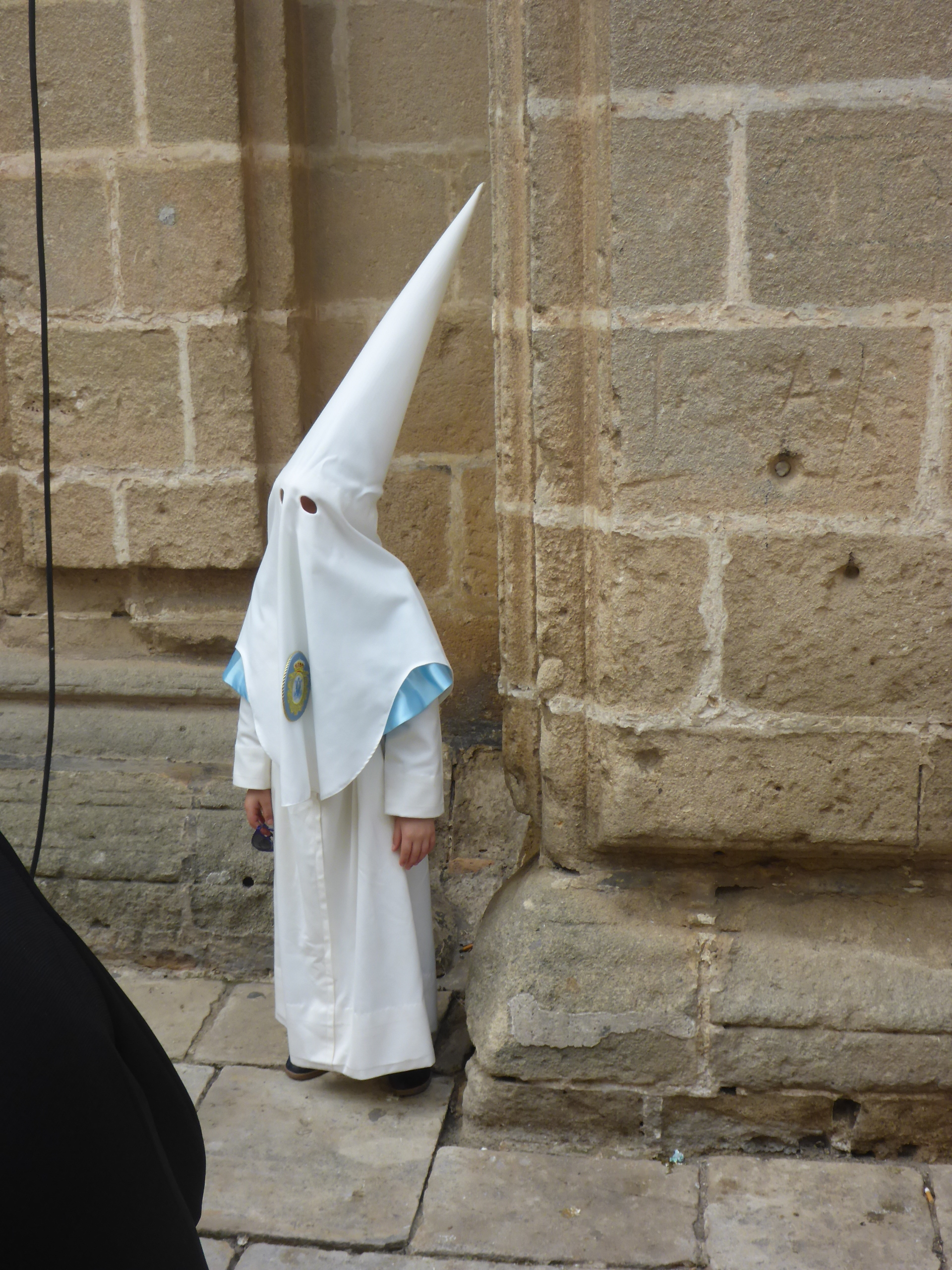
Joven nazareno
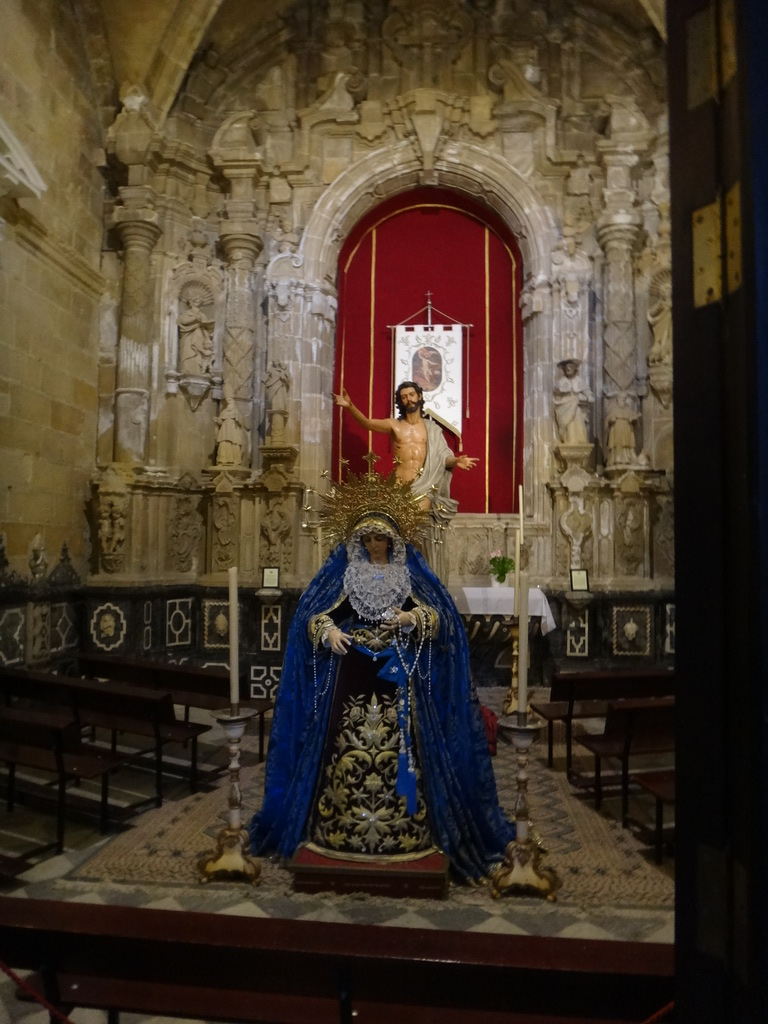
Besamanos

## Paso por Carrera Oficial
Realmente esta cofradía no realiza el recorrido de la Carrera oficial, pero pasa por parte de ella,  espera hacerlo de manera oficial en los próximos años.
| Predecesor: La Piedad | Orden de entrada en Carrera Oficial (Domingo de Resurrección) 1º Lugar | Sucesor: Ninguno |